# Anima e ghiaccio
Anima e ghiaccio è il terzo album in studio del gruppo musicale italiano Colle der Fomento, pubblicato nel 2007.
Si tratta del primo album con DJ Baro, il quale ha sostituito Ice One nel 1999.

## Descrizione
Con questo album, i Colle der Fomento raccontano in chiave critica la vita di ogni giorno. Se dapprima i Colle comunicavano, attraverso Odio pieno (1996), la voglia di vincere tutto attraverso questo linguaggio e la necessità di farlo al meglio pronti a difendere a spada tratta la propria cultura portandosi alla scena come veri pionieri del rap hardcore, con Anima e ghiaccio il gruppo cambia visione e guardandosi intorno scatta in loro la voglia di parlare d'amore, di quel poco d'amore è rimasto nelle strade di in un mondo in cui ci si fa guerra gratuitamente. Se un tempo l'autodistruzione era vista come una sorta di ribellione e di libertà, oggi è invece all'ordine del giorno, un'autodistruzione che infetta ogni forma d'amore, ma da cui non dobbiamo farci influenzare.
Anima e ghiaccio contiene diciotto tracce, compresi un intro ed un outro ed il remix del brano Più forti delle bombe; oltre a questo il gruppo si avvale anche di produzioni di Don Joe, Lou Chano, Mr. Phil e Turi oltre alle partecipazioni di MC's come Kaos ed Il Turco.

## Tracce
1. La forza... (intro) (prod. DJ Baro)
2. Ghetto chic (prod. Lou Chano)
3. Pioggia sempre (prod. Turi)
4. Benzina sul fuoco (prod. DJ Baro)
5. Più forte delle bombe (prod. Mr. Phil)
6. Capo di me stesso (prod. Don Joe)
7. Solo amore (prod. Squarta)
8. Accannace (prod. Mr. Phil)
9. La fenice (feat. Kaos) (prod. Danno)
10. Questi giorni (prod. DJ Shocca)
11. Punti di domanda (feat. Il Turco) (prod. DJ Argento)
12. This Joint Is for U... (skit)
13. Fratello dove sei? (prod. Mace)
14. Sorridi (prod. Mr. Phil)
15. Oggi sono chiunque (prod. Squarta)
16. RM Confidential (feat. Supremo 73) (prod. Bonnot)
17. Più forti delle bombe (prod. DJ Stile) remix
18. Anima e ghiaccio (outro) (prod. Lou Chano)